# Монгловская, Галина Сергеевна
Галина Сергеевна Монгловская (26 декабря 1919, Кострома — 8 января 1998, Москва) — советский оператор документального кино. Заслуженный деятель искусств РСФСР (1978).

## Биография
Родилась в 1919 году в Костроме, урождённая Смирнова.
В 1942 году окончила операторский факультет ВГИКа.
В декабре 1942 — апреле 1943 — ассистент кафедры операторского мастерства во ВГИКе находящегося в эвакуации в Алма-Ате.
С 1943 года — ассистент оператора ЦСДФ, принимала участие в ряде фронтовых киносъемок, так снятые ей кадры вошли в документальный фильм «Битва за нашу Советскую Украину» (1943), принимала участие в съемках исторического Парада Победы на Красной площади 24 июня 1945 года.
Награждена медалями «За оборону Москвы» (1944), «За доблестный труд в Великой Отечественной войне» (1945)
В 1944—1979 — оператор Центральной студии документальных фильмов (ЦСДФ). Член КПСС с 1966 года.
Как кинооператор принимала участие в съёмках нескольких десятков документальных фильмов, сняла более 800 сюжетов для киножурналов, в том числе: «Новости дня», «Советский спорт».
Умерла в 1998 году в Москве. Похоронена на Ваганьковском кладбище города Москвы , рядом с мужем на участке 20
Дважды была замужем: первый муж — Владимир Адольфович Шнейдеров, второй муж — кинооператор Юрий Монгловский.

## Фильмография
- 1943 — Битва за нашу Советскую Украину
- 1944 — Конвоирование военнопленных немцев через Москву
- 1945 — Парад Победы
- 1949 — Владимир Ильич Ленин
- 1951 — Юбилей Большого театра
- 1953 — Великое прощание
- 1953 — Пятнадцатые олимпийские игры
- 1958 — Поёт Поль Робсон (о пецвце Поле Робсона)
- 1961 — Дар американского художника (о художнике Рокуэлле Кенте)
- 1972 — Наш друг Анджела (о правозащитнице Анджеле Дэвис)
- 1976 — Трудовой праздник ЗИЛа
- 1978 — Под знаменем Великого Октября